# باشگاه فوتبال نیکول تالین
باشگاه فوتبال نیکول تالین (انگلیسی: FC Nikol Tallinn) یک باشگاه فوتبال در شهر تالین، استونی بود.
این باشگاه در سال ۱۹۹۲ تأسیس و در سال ۱۹۹۴ منحل شده و با امتیاز آن باشگاه فوتبال لانتانا تالین تأسیس شد.

## نتایج بر پایه فصل
| سال     | لیگ | رتبه | گل‌ها +/- | امتیاز |
| ------- | --- | ---- | -------- | ------ |
| 1992–93 | I   | 3    | +41      | 33     |
| 1993–94 | I   | 3    | +30      | 33     |